# Comuna Văculești, Botoșani
Văculești este o comună în județul Botoșani, Moldova, România, formată din satele Gorovei, Saucenița și Văculești (reședința).

## Demografie
Componența etnică a comunei Văculești
     Români (90,84%)
     Alte etnii (0%)
     Necunoscută (9,16%)
Componența confesională a comunei Văculești
     Ortodocși (87,93%)
     Adventiști (1,56%)
     Alte religii (1,08%)
     Necunoscută (9,43%)
Conform recensământului efectuat în 2021, populația comunei Văculești se ridică la 1.856 de locuitori, în scădere față de recensământul anterior din 2011, când fuseseră înregistrați 1.948 de locuitori. Majoritatea locuitorilor sunt români (90,84%), iar pentru 9,16% nu se cunoaște apartenența etnică. Din punct de vedere confesional, majoritatea locuitorilor sunt ortodocși (87,93%), cu o minoritate de adventiști (1,56%), iar pentru 9,43% nu se cunoaște apartenența confesională.

## Politică și administrație
Comuna Văculești este administrată de un primar și un consiliu local compus din 11 consilieri. Primarul, Sorin-Marian Gângă[*], de la Partidul Social Democrat, este în funcție din 2012. Începând cu alegerile locale din 2024, consiliul local are următoarea componență pe partide politice:
|  | Partid                          | Consilieri | Componența Consiliului | Componența Consiliului | Componența Consiliului | Componența Consiliului | Componența Consiliului | Componența Consiliului |
|  | ------------------------------- | ---------- | ---------------------- | ---------------------- | ---------------------- | ---------------------- | ---------------------- | ---------------------- |
|  | Partidul Social Democrat        | 6          |                        |                        |                        |                        |                        |                        |
|  | Alianța pentru Unirea Românilor | 3          |                        |                        |                        |                        |                        |                        |
|  | Partidul Național Liberal       | 1          |                        |                        |                        |                        |                        |                        |
|  | Partidul S.O.S. România         | 1          |                        |                        |                        |                        |                        |                        |